# Dracula (sèrie de televisió de 2013)
Dràcula és una sèrie de televisió britànica - americana de gènere dramàtic de la NBC, que es va estrenar el 25 d'octubre del 2013. Està produïda per Carnival Films, situada a Londres. La sèrie va ser creada per Cole Haddon, i està basada en la novel·la Dràcula de Bram Stoker. Daniel Knauf, creador de la sèrie de la HBO Carnivàle, va treballar-hi com a guionista, juntament amb Haddon. La sèrie es va estrenar al Regne Unit el 31 d'octubre del 2013 al canal Sky Living. La cadena va anunciar la sèrie el gener del 2012, i al juliol d'aquell mateix any se'n van confirmar deu episodis. El 10 de maig del 2014 i després de la primera temporada, es confirma la cancel·lació de la sèrie.

## Argument
La trama comença quan Dràcula (Jonathan Rhys-Meyers) arriba a Londres, fent-se passar per un empresari estatunidenc que vol importar la ciència moderna a la societat victoriana del moment. En realitat, Dràcula vol venjar-se d'una societat secreta que va destrossar-li la vida uns segles abans. Només hi ha un factor que pot fer fracassar el seu pla: el protagonista s'enamora d'una dona que sembla la reencarnació de la seva esposa morta.

## Repartiment

### Personatges principals
- Jonathan Rhys-Meyers com a Dràcula / Alexander Grayson / Vlad Ţepeş[8] un empresari nord-americà que vol introduir noves tecnologies en la societat i que anirà darrere de la Mina Murray, qui li recorda a la seva esposa morta, la Ilona. Com a assistent personal contractarà al Jonathan Harker, qui ha de ser l'espos de la Mina, únicament per mantenir-la a prop seu.
- Jessica De Gouw com a Mina Murray / Ilona Szilágyi,[8] una estudiant de medicina que també és la reencarnació de la dona morta de Dràcula. Està promesa amb el Jonathan Harker, però a poc a poc veu que pot estar desenvolupant sentiments pel nouvingut, l'Alexander Grayson.
- Thomas Kretschmann com a Abraham Van Helsing,[9] professor de Mina a la universitat i doctor i ajudant de l'Alexander, a qui vol ajudar a poder dur una vida normal per tenir el mateix objectiu final que en Dràcula, la venjança contra els que van matar la seva família, l'Ordre del dragó.. Kretschmann havia fet de Dràcula en la pel·lícula italiana del 2012 Dracula 3D.
- Victoria Smurfit com a Lady Jayne Wetherby, dona casada que se sent atreta pel Rei dels Vampirs. Intentarà trobar al Dràcula quan descobreix que ha arribat a la ciutat i mai sospitarà de l'Alexander, amb manté una relació estrictament sexual[10]
- Oliver Jackson-Cohen com a Jonathan Harker, un periodista que es desespera amb les accions de l'aristocràcia i que treballarà per l'Alexander com al seu assistent, tot i que veurà en les seves accions certa il·legalitat que el faran tenir un conflicte intern.[11][12]
- Nonso Anozie com a R.M. Renfield, el lleial confident de Dràcula, a qui va salvar de la mort anys abans i es troba en deute amb l'Alexander, a qui ajuda en tota situació de perill.[13]
- Katie McGrath com a Lucy Westenra[13] una rica noia de l'aristocràcia que té forts sentiments per Mina, la seva millor amiga. Aquest fet posarà a prova la seva relació i la Lucy farà tot allò que estigui en les seves mans per recuperar l'amistat tal com abans era entre les dues amigues.[14]

### Personatges recurrents
- Matt Barber com a Campbell[15]
- Michael Nardone com a Hermann Kruger[16]
- Ben Miles com a Browning
- Robert Bathurst com a Lord Davenport
- Tamer Hassan com a Kaha Ruma aka "El Marroquí"[17]
- Jack Fox com a Alastair Harvey
- Lewis Rainier com a Daniel Davenport

## Producció
La producció de la sèrie va començar el febrer del 2013 a Budapest.
Steve Shill (Dexter, Law & Order: Criminal Intent, The Tudors) va dirigir el pilot. Els altres dierctors van ser Andy Goddard (Law & Order: UK, Downton Abbey, Torchwood), Brian Kelly (Inspector Lewis, Downton Abbey), Nick Murphy (Occupation, Primeval) i Tim Fywell (Inspector Lewis, Waking the Dead, Masters of Sex).
A més a més, van participar altres guionistes: Tom Grieves (Being Human, The Palace) i Rebecca Kirsch (Leverage).
Abans de l'estrena, l'NBC va publicar una web animada titulada Dracula Rising, que servia de precuela que exposava la història original del protagonista. Està escrita pel mateix creador de la sèrie, en Cole Haddon

## Recepció crítica
La sèrie ha rebut comentaris tant positius com negatius i relatius a aspectes tan variats com l'estètica de la serie i l'actuació del protagonista. Actualment compta amb una puntuació del 55% a Metacrític, basat en 33 opinions. El crític Brian Lowry dona una opinió positiva respecte a la sèrie, aclamant la seva trama reinventada i els nous elements introduïts, com l'adversari al qual s'ha d'enfrontar el protagonista o l'estètica gòtica que predomina en la sèrie. De la mateixa manera, Robert Lloyd expressa la seva satisfacció amb la sèrie i amb la interpretació del Jonathan Rhys Meyers, criticada per altres per aspectes interpretatius i també per l'accent poc exacte, a més a més de diàlegs poc treballats i una feina pobre dels guionistes.
Altres crítics, com per exemple el Daniel Fienberg, tenen una visió més negativa de la producció de la NBC i expressen el seu disgust amb el treball fet per la cadena nord-americana en tots els sentits de la producció. A més a més, aquest crític compara la sèrie amb altres produccions de característiques similars de la mateixa cadena, com Bates Motel, tot i que sobre Dràcula no té una opinió positiva, sinó que comenta que és una sèrie avorrida i en la que molts detalls sobre el protagonista queden sense explicar.

## Premis i nominacions
| Any  | Premi                                | Categoria                                                                      | Resultat |
| ---- | ------------------------------------ | ------------------------------------------------------------------------------ | -------- |
| 2014 | American Society of Cinematographers | Treball excepcional de cinematografia en una sèrie de TV d'episodis d'una hora | Nominat  |
| 2014 | People's Choice Awards               | Nou drama de TV preferit                                                       | Nominat  |
| 2014 | People's Choice Awards               | Actor preferit en una nova sèrie de TV - Jonathan Rhys Meyers                  | Nominat  |

## Episodis
| 1 | «The Blood Is the Life»  | Steve Shill  | Cole Haddon                   | 25 d'octubre de 2013   | 5.26 |
| L'Alexander Greyson arriba a Anglaterra amb una luxosa festa a casa seva, anys després d'haver ser rescatat pel doctor Van Helsing, qui serà el seu aliat després de la proposta del doctor per formar equip. En aquesta festa demostrarà el seu invent, l'electricitat sense fils, tot i que es troba encara en procés experimental i no convenç al públic i altres empresaris reunits en la seva mansió. En aquesta festa organitzada pel nouvingut amfitrió, veu per primera vegada a la Mina, una dona que s'assembla a la seva esposa morta, la Ilona. Aquesta està acompanyada per la seva amiga Lucy Westenra i la seva parella, el Jonathan Harker. És també en aquesta festa on coneix a la Lady Jayne Wetherby i a les seves pròximes víctimes, els integrants de l'Ordre del dragó. |                          |              |                               |                        |      |
| 2 | «A Whiff of Sulfur»      | Steve Shill  | Daniel Knauf                  | 1 de novembre de 2013  | 3.39 |
| L'Alexander i la Lady Jayne es tornen amants, tot i les seves sospites respecte a que ella pugui ser membre de l'Ordre del dragó. La Mina demana ajuda a l'Alexander sobre un repte a l'escola de medicina, que la porta a l'èxit i el Van Helsing continua els seus treballs de recerca per buscar una vacuna contra el sol que ajudi al Dràcula a poder fer vida normal. El Jonathan comença a treballar pel Dràcula, ja que això permetrà a l'Alexander mantenir a la que creu ser la reencarnació de la seva esposa morta a prop seu. A més a més, els membres de l'Ordre veuen trontollar la seva estabilitat econòmica amb l'aparició del nou empresari, a qui intentaran eliminar per continuar estant en el poder |                          |              |                               |                        |      |
| 3 | «Goblin Merchant Men»    | Andy Goddard | Harley Peyton                 | 8 de novembre de 2013  | 2.96 |
| Amb l'ajuda del Jonathan, l'Alexander comença els seus plans per destruir l'Ordre del dragó atacant als seus membres un a un. Descobreix i amenaça amb fer públic el secret de Lord Laurent. Aquesta situació porta a l'Ordre a prendre mesures contra aquells membres que trenquin les ordres establertes. Com a resultat del xantatge portat a terme per l'Alexandre contra Lord Laurent, guanya un nou i poderós enemic, Lord Davenport. L'ajudant d'en Grayson, el Renfield, demostra ser un sofisticat i hàbil estrateg en qüestions de negoci. L'Alexander investiga a la Lady Jayne i troba proves irrefutables de la seva vida secreta en relació amb l'Ordre, el que provoca un canvi en les tàctiques del vampir. La Lucy ajuda a la seva amiga Mina, qui està deprimida per la situació en què es troba la seva relació amb el Jonathan. La Mina confia en l'Alexander per explicar-li els seus problemes i ell ofereix consell al Jonathan per ajudar a arreglar la situació. La parella torna a reconciliar-se i ell se li promet, proposta que ella accepta. El que vol aconseguir l'Alexander és mantenir a la Mina a prop seu, però tampoc massa a prop. Lord Laurent, davant la pressió del seu nou rival, decideix acabar amb la seva pròpia vida, sent trobat després pel seu propi pare el seu cos, ja sense vida, juntament amb una carta, en la que culpabilitza a l'Alexander. |                          |              |                               |                        |      |
| 4 | «From Darkness to Light» | Andy Goddard | Tom Grieves                   | 15 de novembre de 2013 | 2.99 |
| L'Alexander es proposa guanyar el cor de la Lady Jane amb la finalitat d'aconseguir que ni ella ni l'Ordre del dragó sospitin de la seva identitat real, Dràcula, el vampir a qui busquen i amb qui volen acabar. Per aconseguir-ho sacrifica el seu antic i lleial amic, qui segons el consell del Renfield, es mostra massa incontrolat i no pot estar al costat del Grayson si aquest vol passar desapercebut davant l'Ordre. Lord Davenport busca ajuda per acabar amb l'Alexander per haver sigut el causant indirectament de la mort del seu fill. Mentrestant, la Lucy intenta amagar el seu cor trencat per la Mina intentant ajudar a la planificació de la festa de compromís de la Mina i el Jonathan, que tindrà lloc a la mansió de l'Alexander. Per ordre de Lord Davenport, es mana segrestar al fidel ajudant de l'Alexander, el Renfield. |                          |              |                               |                        |      |
| 5 | «The Devil's Waltz»      | Nick Murphy  | Nicole Taylor                 | 29 de novembre de 2013 | 2.84 |
| La Mina somia que l'Alexander entra a la seva habitació I li diu que el Jonathan no és l'apropiat per a ella. Quan la situació es torna més íntima, la Lucy entra a l'habitació i la desperta. En Van Helsing prova el sèrum en una altra vampiressa i veu que avança amb els descobriments quan el seu cor comença a bategar – tot i que pocs minuts més tard es cremés. L'Alexander recorda com va conèixer al Renfield mentre espera preocupat la seva tornada. Va a investigar per trobar-lo i troba en el lloc on va ser segrestat un llibre que li pertany, que utilitza, gràcies a la seva olor, per arribar al lloc on es troba un cop es fa de nit. Quan el troba, el seu ajudant a patit tota mena de tortures, però ell no ha dit ni una paraula sobre el Dràcula per no trair-lo. L'Alexander acaba amb els torturadors. A la festa de compromís de la Mina i el Jonathan, l'Alexander aprofita per olorar les mans dels membres de l'Ordre del dragó que va coneixent i poder així saber qui ha sigut el que ha capturat al Renfield. La Mina presenta al doctor Van Helsing al Dràcula, que tot i que ja es coneixen, fan veure que no s'han vist mai. La Lucy veu com Lady Jayne busca a algú i descobreix que ella i l'Alexander són amants. Més tard, la Lady Jayne veu com la Lucy mira a la seva amiga Mina i dedueix que està enamorada. Com a mostra d'agraïment per la festa, el Jonathan concedeix a l'Alexander el primer ball amb la Mina. Mentre ballen semblen no tenir ulls per ningú més i alguns dels convidats veuen aquesta atracció, entre ells el Jonathan, qui de sobte interromp el ball. En Browning discuteix amb la Lady Jayne la possibilitat que l'Alexander sigui el Dràcula ja que la seva arribada a Londres coincideix amb l'arribada del vampir, tot i que ella li nega aquesta possibilitat. En Grayson cura al Renfield les ferides del seu cap i coneixem més detalls sobre la seva amistat. |                          |              |                               |                        |      |
| 6 | «Of Monsters and Men»    | Nick Murphy  | Katie Lovejoy                 | 6 de desembre de 2013  | 3.83 |
| Browning veu com a competidor en els seus negocis a l'Alexander, i davant la sospita que té sobre la seva identitat, decideix tenir una reunió de la junta a l'aire lliure per exposar al Dràcula i revelar així la seva vertadera persona. Mentrestant, el Grayson i en Van Helsing avancen amb el sèrum que permetrà al Dràcula caminar sota la llum del sol i milloren la tecnologia utilitzada en el procés d'injectar-li la medecina al seu cos. Lady Jayne se n'adona dels sentiments que té la Lucy cap a la seva amiga Mina i decideix manipular-la per fer que doni un pas endavant i li confessi els sentiments a la seva millor amiga. Tot i a les bones intencions de la Lucy, que sota el consell de la Lady Jayne pensa que la seva amiga sent el mateix, la Mina s'enfada i abandona a la Lucy. |                          |              |                               |                        |      |
| 7 | «Servant to Two Masters» | Brian Kelly  | Rebecca Kirsch                | 3 de gener de 2014     | 2.90 |
| El Grayson, que veu com els seus intents per ser invulnerable a la llum fracassen, decideix deixar de prendre sang. Intenta fer-se creure que no fer cas als seus instints el farà tornar-se humà, tot i que el que realment fa és emmalaltir. El seu ajudant, el Renfield, és enviat a Budapest a recollir un retrat de la Ilona, robat anteriorment per l'Ordre del Dragó. En Lord Davenport, que roba i veu el quadre, descobreix en aquest moment que la Mina és l'objecte de desig del Jonathan. La Lady Jayne continua la seva manipulació i li ensenya l'art de la seducció. Li suggereix que intenti conquistar al Jonathan per a així alliberar a la Mina de la seva relació. El Jonathan se n'adona de que ha sigut manipulat per Grayson i és introduït en l'Ordre del dragó. L'Ordre mana a un policia enverinar la llet quan l'empresa energètica de l'Alexander es disposa a presentar la nova tecnologia al públic. Això provoca que la gent emmalalteixi i el mateix policia acusa aquesta tecnologia de fer que la gent acabi malalta, pel que tanca la seva fàbrica amb aquesta excusa. Mentrestant, la Mina organitza un ball a l'hospital al que el Jonathan no ha pogut assistir, però l'Alexander si. L'Alexander, que no està satisfet amb els resultats del sèrum, l'amenaça de mort. |                          |              |                               |                        |      |
| 8 | «Come to Die»            | Brian Kelly  | Harley Peyton                 | 10 de gener de 2014    | 2.47 |
| Després de la discussió entre els dos homes en descobrir que l'Alexander encara necessitaria sang per sobreviure un cop pres el sèrum, en Van Helsing busca venjança pel que li van fer en el passat i va a buscar al Mr. Browning i la seva família. La Mina intenta evitar al Grayson després de totes les situacions en què els altres han vist l'atracció que senten i se centra en els seus estudis. Mentre estudia al despatx del professor Van Helsing, els homes del Lord Davenport l'ataquen com a venjança. En aquell moment, l'Alexander entra i descobreix el que està passant, pel que acaba amb aquests homes, que intentaven torturar ara a la Mina. Ella, pels cops que ha rebut, es troba lleugerament marejada, i per això no veu qui és el que la salva. Posteriorment a aquest atac, la Mina acaba a l'hospital. Allà, el Harker s'enfronta a ella pels sentiments que existeixen entre la seva promesa i el vampir. Després d'aquesta conversa, el Jonathan es troba enfurismat per la gelosia i acaba al llit amb la Lucy, com ella també volia per apropar-se a la seva amiga. La Lady Jayne finalment veu proves de l'arribada del Dràcula a Londres quan veu als tres homes que van atacar a la Mina empalats en unes portes al carrer. |                          |              |                               |                        |      |
| 9 | «Four Roses»             | Tim Fywell   | Jesse Peyronel i Daniel Knauf | 17 de gener de 2014    | 2.78 |
| En el moment que el Harker entra a l'Ordre del dragó, el Jonathan empitjora encara més la situació amb aquesta organització. La Lucy li explica a la Mina, qui encara segueix a l'hospital, i com a recurs desesperat per tornar a tenir a la seva amiga al seu costat, tot el que va fer, però ella només s'enfada encara més. En Mr. Browning busca desesperadament als seus fills. La Lady Jayne, que ara ha vist que el Dràcula realment ha tornat a la ciutat, es prepara per anar en la seva caça. El Grayson descobreix el que ha fet la Lucy amb el promès de la Mina, pel que la converteix en el monstre que es pensa que ella és, una vampiressa. |                          |              |                               |                        |      |
| 10 | «Let There Be Light»     | Tim Fywell   | Cole Haddon                   | 24 de gener de 2014    | 3.04 |
| El Grayson torna a intentar demostrar la seva tecnologia al públic, però aquesta és sabotejada i acaba amb quasi tots els presents morts. El sabotatge venia de mans del Jonathan, qui ara forma part de l'Ordre del dragó. La Mina està espantada de la persona en la que s'ha convertit en Harker, pel que fuig d'ell. En Van Helsing destrueix el sèrum que permet al Dràcula caminar sota el sol, apunyala al Renfield i envia una nota de rescat al Browning juntament amb un dit del seu fill. De totes formes, el Browning és assassinat abans que el Van Helsing li pugui mostrar que els seus fills s'han convertit en vampirs per culpa de l'Alexander i crema la casa amb el Browning a dins. La Lady Jayne intenta trobar al Dràcula i finalment s'enfronta al Grayson, a qui apunyala i li diu que mai l'ha estimat, però ell la tira a terra i l'apunyala a continuació. Es queda contemplant-la mentre mor, però també aprofita per alimentar-se d'ella. Mentrestant, la Lucy, qui ara és un vampir després de l'atac de l'Alexander, poc a poc es transforma i mossega a la seva mare, qui es preocupava per ella. La Mina descobreix que l'Alexander l'estimava. En Van Helsing decideix perseguir a l'Alexander i li explica al Jonathan que en realitat l'Alexander és en Dràcula. Els dos homes s'alien per perseguir i matar el vampir. |                          |              |                               |                        |      |